# Mellenthiner Heide
Die Mellenthiner Heide ist ein Gebiet südlich der Gemeinde Mellenthin im Binnenland der Insel Usedom. Entgegen seinem Namen handelt es sich in weiten Teilen um keine Heidelandschaft, sondern ein geschlossenes Waldgebiet und stellenweise Moor. Das Gebiet wird von der Bundesstraße 110 durchzogen, grenzt westlich an den Usedomer Stadtforst und erstreckt sich nach Süden bis fast zum Stettiner Haff. Seine größte Attraktion ist ein Wisentreservat.

## Geschichte
Das Gebiet teilt die Geschichte der Gemeinde Mellenthin.
Ab Mitte der 1930er Jahre wurde im Ostteil der Heide das Marine-Munitionsdepot für die Flak-Batterien in Mittelpommern gebaut. Es bestand aus einem weitverzweigten Bunkersystem, zahlreichen Lagerhallen und Unterkünften für Zwangsarbeiter unterschiedlicher Nationalitäten. Nach Kriegsende wurden die Anlagen von der Roten Armee gesprengt. Das Gelände wird heute (teilweise) vom Munitionszerlegebetrieb des Landes Mecklenburg-Vorpommern genutzt und ist für die Öffentlichkeit gesperrt. Das weitläufige Wegenetz des übrigen Waldgebietes zwischen der Bundesstraße und den Dörfern am Stettiner Haff (Stolpe auf Usedom, Gummlin, Prätenow und Dargen) ist für Radfahrer und Wanderer zugänglich. 
Seit 1999 ist das Gebiet Teil des Naturparks Insel Usedom.

## Wisent-Reservat
Seit Juli 2004 gibt es bei Prätenow ein Wisentreservat von etwa 6 ha Größe. Die ersten 4 Tiere waren ein Geschenk des Umweltministeriums in Warschau und stammen aus verschiedenen polnischen Nationalparks.

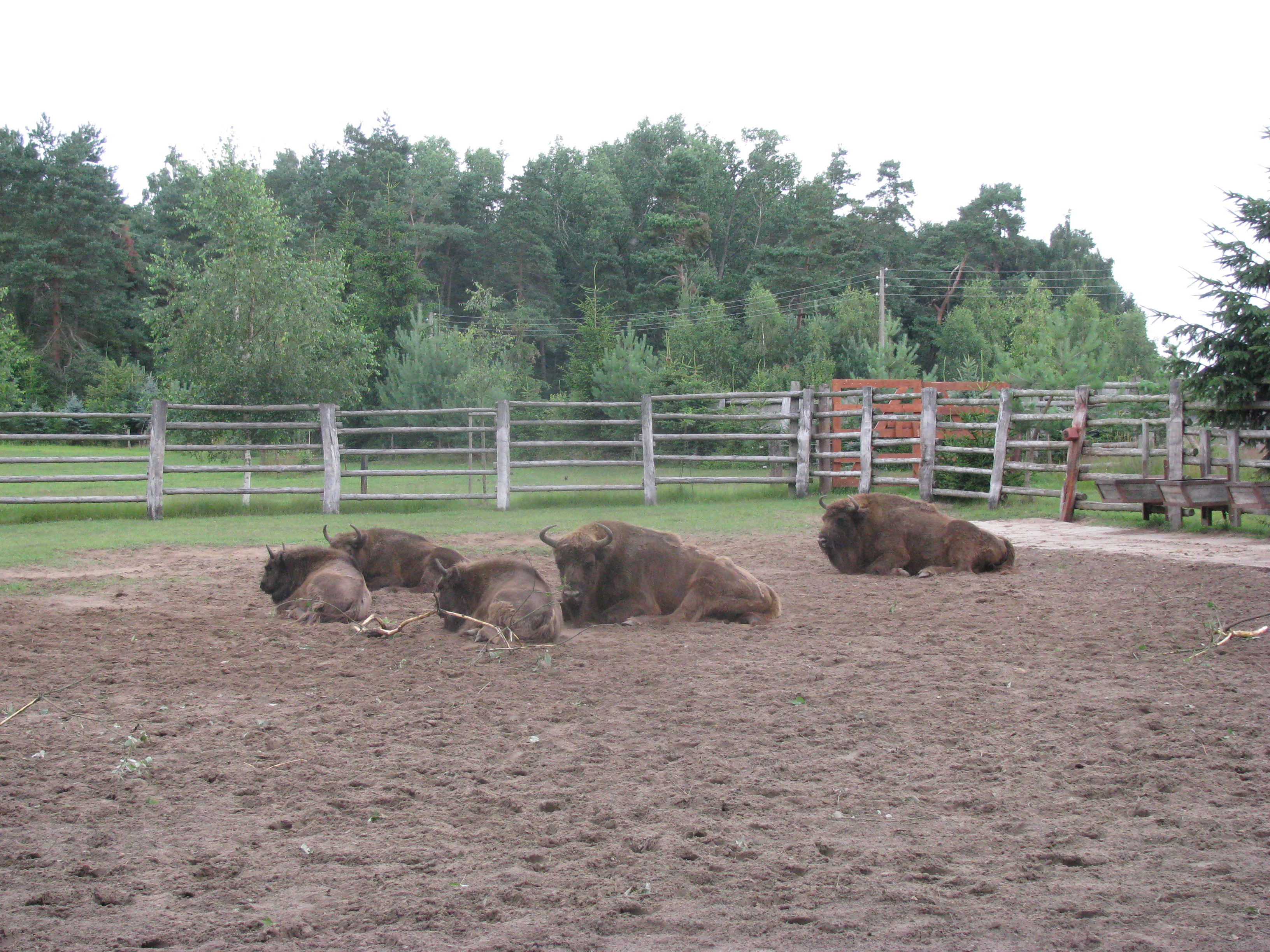
Wisente im Wisentgehege Usedom

In freier Wildbahn waren Wisente in Pommern schon Ende des 14. Jahrhunderts ausgerottet; auf der Insel Usedom ist der letzte Auerochse 1364 dokumentiert.
Schon zu DDR-Zeiten (1979) hatten Vertreter des Nationalparks der polnischen Nachbarinsel Wollin, wo es bereits seit 1976 ein Wisent-Freigehege gab, Interesse an einer Kooperation mit der Insel Usedom geäußert. Diese erste Initiative wurde aber durch die zuständige Kreisverwaltung in Wolgast sowie die Bezirksverwaltung in Rostock indes nicht unterstützt und endete mit der Schließung der Grenze 1981. Erst 1999, als erneut Naturschützer von der Insel Usedom zu einer Exkursion in den Nationalpark Wollin kamen, wurde die Idee wieder aufgegriffen. Bei der Suche nach einem Standort wurde das touristisch wenig erschlossene  Waldgebiet der Mellenthiner Heide für besonders geeignet gehalten. Im November 2003 wurde die Genehmigung erteilt; im Januar 2004 konnte mit dem Bau des Schaugeheges begonnen werden, das im Sommer fertiggestellt war. Ein Bulle und drei Kühe wurden aus dem polnischen Urwald von Białowieża importiert. In Bialowieza lebten die letzten Wisente Europas in freier Natur, bevor sie dort 1919 ausgerottet wurden. Erst 1952 kehrte der Wisent in den Urwald zurück, nachdem er durch ein internationales Zuchtprogramm buchstäblich in letzter Minute gerettet werden konnte.
Das Usedomer Wisentgehege wird im Jahre 2009 durch eine Dauerausstellung und ein Informationhaus erweitert. Damit hat das Usedomer Wisentgehege dann auch ein Schlechtwetterangebot und ist während des ganzen Jahres geöffnet. Alle Informationen im Gehege sind in Deutsch und Polnisch gehalten.